# Francis Xavier Ford
Francis Xavier Ford (ur. 11 stycznia 1892, zm. 21 lutego 1952) – amerykański duchowny rzymskokatolicki, misjonarz, biskup Jiaying, męczennik, Sługa Boży Kościoła katolickiego.

## Życiorys
Francis Xavier Ford urodził się w Brooklynie, w Nowym Jorku. Jego rodzicami byli Austin Brendan Ford i Elizabeth Ford. Uczęszczał do seminarium w Elmhurst, Queens. Został wyświęcony na kapłana 5 grudnia 1917. W 1918 wyjechał wraz z towarzyszami do Chin, gdzie służył jako misjonarz. W 1921 otworzył pierwsze seminarium Maryknoll w Chinach. Od 1929 do śmierci ordynariusz Jiaying (1929-1935 prefekt apostolski, 1935-1946 wikariusz apostolski, 1946-1952 biskup). Konsekrowany na biskupa 21 września 1935 ze stolicą tytularną Etenne.
23 grudnia 1950 został aresztowany przez komunistów. Był okrutnie torturowany, a jego sytuację pogarszał fakt, że był Amerykaninem. Zmarł w więzieniu 21 lutego 1952. Obecnie trwa jego proces kanonizacyjny.